# 배수 (고구려)
배수(俳須, ?~?)은 고구려의 축성을 책임지던 관리이다.
1829년, 평양성의 외성 남쪽에서 발견된 성벽돌에 “기유년(己酉年) 3월 21일 여기서부터 동쪽으로 향하여 12리(里) 구간은 물구(物苟) 소형(小兄) 배수백두(俳須百頭)가 맡는다.”라는 글이 적혀 있으며, 백두(百頭)는 평양성의 다른 성벽돌에도 적혀 있는 것으로 보아 하나의 관직으로 추정된다.

## 같이 보기
- 고구려 평양성 석편